# Zona de Brillouin

Primeras zonas de Brillouin para una (a) red cuadrada y una (b) red hexagonal.

En matemáticas y en física del estado sólido, la primera zona de Brillouin (en francés: AFI: [bʁi.lwɛ̃], en español: AFI: [bri.'luan]) es unívocamente definida por una celda primitiva de la red recíproca en el dominio de frecuencias. Se puede encontrar a través del mismo método como la celda de Wigner-Seitz en la red de Bravais. La importancia de la zona de Brillouin radica en la descripción de las ondas que se propagan en un medio periódico y que pueden ser descritas a partir de ondas de Bloch  dentro de la zona de Brillouin.
El volumen definido por la primera zona de Brillouin se determina tomando las superficies a la misma distancia entre un elemento de la red y sus vecinos. Otra definición es un conjunto de puntos en el espacio recíproco que pueden ser alcanzados sin cruzar ningún plano de Bragg.
Un concepto relacionado es el de zona irreducible de Brillouin, que es la primera zona de Brillouin reducida por todo el grupo de simetrías que presente la red manteniendo el origen de la celda.
El concepto de zona de Brillouin fue desarrollada por el físico francés Léon Brillouin (1889-1969).

## Puntos críticos

Primera zona de Brillouin de una red FCC ilustrando los puntos críticos de alta simetría.

Algunos puntos de alta simetría son de especial interés y son llamados puntos críticos.
| Símbolo                                | Descripción                                                  |
| -------------------------------------- | ------------------------------------------------------------ |
| Γ                                      | Centro de la zona de Brillouin                               |
| Red cúbica simple (BC)                 |                                                              |
| M                                      | Centro de un eje                                             |
| R                                      | Vértice                                                      |
| X                                      | Centro de una cara                                           |
| Red cúbica centrada en las caras (FCC) |                                                              |
| K                                      | Mitad del eje que une dos caras hexagonales                  |
| L                                      | Centro de una cara hexagonal                                 |
| U                                      | Mitad del eje que une una cara hexagonal y una cara cuadrada |
| W                                      | Vértice                                                      |
| X                                      | Centro de una cara cuadrada                                  |
| Red cúbica centrada en el cuerpo (BCC) |                                                              |
| H                                      | Vértice que une cuatro ejes                                  |
| N                                      | Centro de una cara                                           |
| P                                      | Vértice que une tres ejes                                    |
| Hexagonal                              |                                                              |
| A                                      | Centro de una cara hexagonal                                 |
| H                                      | Vértice                                                      |
| K                                      | Mitad de un eje que une dos caras rectangulares              |
| L                                      | Mitad del eje que une una cara hexagonal y una cara cuadrada |
| M                                      | Centro de una cara rectangular                               |

Retículo cúbico simple (Simple cubic)
Retículo cúbico centrado en las caras (Face-centered cubic - FCC)
Retículo cúbico centrado en el cuerpo (Body-centered cubic - BCC)